# 中村工房
『中村工房』（なかむらこうぼう）は、中村光による漫画作品。2002年から2003年まで『月刊ガンガンWING』で連載されていたギャグ作品。

## 概要
数ページのショートギャグで構成されている。キャラによっては複数回登場する事もある。使い捨てキャラが多い。この作品の後、作者が『ヤングガンガン』にて2004年創刊号 - 2015年No.14まで連載していた「荒川アンダー ザ ブリッジ」に登場するキャラの原型となったキャラが多数出演している。

## 登場人物

### 本編開始前に登場するキャラ
本編であるショートギャグの前に掲載される作者とその周辺を描いたページに登場するキャラ。
中村光（なかむら ひかる）
作者。本編が始まる前にショートコントを行う事も。ある意味、この漫画における唯一のレギュラーキャラ。
担当
作者である中村と本作「中村工房」の担当編集者。人の姿では描かれているものの、顔には大きく「坦」と書かれているだけで目や口などの部位は存在しない。
中村が冗談で言いだした中村工房終了宣言を何の動揺も見せず、むしろ喜んで受けとめた。
中村の父
中村光の父親。陶芸家。本作中にいくつか陶芸を題材にした短編があるのは彼の影響かと思われる。
娘の陶芸の腕を「ヘッポコ」と評し、しかし読者のためにその腕を振るうことを言いつける。
中村の母
中村光の母親。娘に対しては厳しく、鉄拳制裁も厭わない。
中村の姉
中村光の姉。既婚者。上京した中村の徒歩50歩圏内に夫と共に住んでおり、夕食には中村を招く。スペース放浪記の主人公の髪型のせいでトーン作業が大嫌いになった。
中村の兄
中村光の兄。中村の漫画に足りないのは「強力なキャラクター」だと熱弁し、大量のキャラの中からNo.1を選ぶ人気投票を開催するよう提案した。銃が好き。渾身のツヤ消しブラックが自慢。

### 本編(短編)に登場するキャラ
本編であるショートギャグに登場するキャラクターたち。ほとんどが一話完結のため、膨大な量のキャラが登場しては再登場を果たせないでいる。
堀川直行（ほりかわ なおゆき）
「白線流れ」シリーズに登場。主人公。
「白線から落ちたら一生高校卒業できない」というルールを決めてしまい、苦労して家まで帰宅するハメになる高校生。
白線渡りのおじさんと出会い、「大量の鮭にさらわれる」という罰ゲームで白線渡りを始めた小学生の末路を見届けたことで、白線を探すのに必死になる。
エック・ハルベルト
「スペース放浪記」シリーズに登場。主人公。
宇宙軍所属の戦艦「アース」に兵士として配属された青年。強い覚悟で宇宙軍に志願したが、破天荒で電波な艦長たちに振り回されることになる。
新入りとして「生き物係」を任命され、接することで精神破壊を誘発する生物・宇宙兎の世話をすることになる。
宇宙兎
「スペース放浪記」シリーズに登場。
よくあるウサギの頭のマスコットのような生き物だが、不気味で全く愛せない謎の存在。長期に渡り関わり続けると精神病院にお世話になるほど心が不安定になる。
滅亡しかけの星から1匹になったところを救出した。数を増やすのに交尾は要らず、単体でちぎれるように分裂し、数を増やす。
サンダー
チワワ。4歳。野良犬だったが、牧羊犬としてお姉さんに飼われる。そして弄ばれる。
ヤン・キャバン
「エデンに一番近い家」シリーズに登場。
シスターの孤児院へ入ってきた少年。シスターのキツイ言葉により、死んだ魚の目から進化し、死んだ魚のような顔どころか半漁人みたくなる。
さみしんぼう電柱
夜だけでなく、昼でも普通に活動する。他の電柱とも距離が離れており、地上からも陸の孤島状態のために、話し相手がいない。あやとりをして伝説的な技ができたとしても見せる相手がいない。飛んでいた鳥に「しりとりしませんか」と泣きながら懇願し、相手してもらったが、自分が言った「ゼラチン」の一言で終了。
おじぞうさま
食玩チョコタマゴ『お遍路さんシリーズ』のフィギュア。ダブったという理由で山道に放置されていたのを、おばあさんが本物のお地蔵様だと思い込む。孫の願いをお願いしていたが、罪悪感からおばあさんに話しかけ「定価なんて300円もしない」と本当のことを話すが、おばさんは気にせず家に連れて行ってくれた。
孫の願いは『お遍路さんシリーズ』のコンプリートだったため、おじそうさまで無事コンプリートとなった。
「幻のフィギュア」と冠せられているが、おじぞうさま自体がレアなのか、話せるからレアなのか定かではない。

### 荒川アンダー ザ ブリッジにも登場するキャラ
細かい設定は食い違う事もあり、あくまでキャラクターの原型である。
河童（かっぱ）
『荒川アンダー ザ ブリッジ』に登場する河童の原型。
この作品では、着ぐるみを着てる訳ではなく本当に妖怪らしい。「河童」と言われると傷つく。
自称パンクの申し子。淡水生物なのに果敢に海水浴にも挑戦しようとする。
エスパー兄弟
『荒川アンダー ザ ブリッジ』に登場する鉄人兄弟の原型。
研究所から逃げ出してきた兄弟。鉄仮面で素顔を隠してきたが、弟の方はマスクを外す。しかし兄は成長期の所為で外せなかった。
牧場のお姉さん
『荒川アンダー ザ ブリッジ』に登場するマリアの原型。
ただし、この作品では「マリア」という名前では呼ばれない。飼育してる動物をおちょくって、頬を膨らませて笑いを堪えるのが趣味。
白線渡りのおじさん
『荒川アンダー ザ ブリッジ』に登場するシロの原型。
ただし、この作品では「シロ」とは呼ばれない。大まかな設定は、『荒川アンダー ザ ブリッジ』と同じ。遊び本位でルールを決めた堀川直行に忠告する。
星（ほし）
『荒川アンダー ザ ブリッジ』に登場する星の原型。
ただし、この作品では人間ではない。空の上からロープにぶら下がって現われ、願い事を叶える。一番星と彦星が存在する。『荒川アンダー ザ ブリッジ』8巻の巻末オマケ漫画では一番星、流れ星、彦星はアルバイトと公言していた。
シスター
『荒川アンダー ザ ブリッジ』に登場するシスターの原型。
孤児院で、子供達を鍛え上げる。
ステラ
『荒川アンダー ザ ブリッジ』に登場するステラの原型。
ただし、この作品では『荒川アンダー』のステラよりも年齢が上。ノイローゼに陥るヤンを心配する。
ピー子
『荒川アンダー ザ ブリッジ』に登場するP子の原型（?）。
ただし、この作品では突然変異ピーマンであり、人間ですらない。東京へ出て、癒し系ピーマンの新人アイドルとしてデビューする。
ビリー
『荒川アンダー ザ ブリッジ』に登場するビリーの原型（?）。
ただし、この作品では気弱な青年に飼われている普通のオウムという設定であり、『荒川アンダー ザ ブリッジ』のような奇怪な容貌はしていない。飼い主はヤクザ系の兄ちゃん風に教えたが、男が惚れる不器用な中に真の優しさを見せる兄貴口調で話す。
話せる言葉も
「買える訳ねーだろ」
「いらねーよ!んな物」
「バカじゃねーの、お前」
「うるせぇ！」
の4種類のみ。
この生活が嫌になって『荒川アンダー ザ ブリッジ』のようなロカビリーになったかは謎。
こっちもお茶目な感じで草をくわえている。
ジャクリーン
『荒川アンダー ザ ブリッジ』に登場するジャクリーンの原型（?）。
ただし、この作品では人語を話せる惚れっぽい尻軽女王蜂という設定になっている。
この作品では人間ではないが（『荒川アンダー ザ ブリッジ』のジャクリーンが人間かどうか不安なところであるが…）
巣に3万匹の子供がいる
ダンナが1万匹いる
は変わらない。
『荒川アンダー ザ ブリッジ』のようにビリーとのカラミはない。
よくわからない第一印象で運命を感じ、片っ端から惚れてしまう。登場回でも、たったの8ページで人間一人とホッチキス一個に告白をしている。
きっとあれぐらいガッツがないと1万匹のダンナと3万匹の子供は作れないのだろう。
枕詞（?）は『複眼のヘップバーン』。
でも目は少女漫画の目をしていて王冠を被っており、キュート。

## 単行本
- 「第1巻」2002年12月27日 ISBN 4757508387
- 「第2巻」2003年7月27日 ISBN 4757509782
- 「第3巻」2004年2月27日 ISBN 4757511078